# 이병건 (1881년)
이병건(李秉建, 1881년 양력 6월 27일 ~ ?)은 대한제국과 일제강점기의 군인이다.

## 생애
1902년에 대한제국 육군무관학교 학도로 뽑혀 1904년에 졸업하였다. 졸업과 동시에 보병 참위로 임관하고 대한제국 육군 장교가 되었다. 1906년에 시위대에 배치 받아 복무했다.
1907년에 대한제국 군대 해산 사건이 일어났을 때는 육군 보병 참위였다. 당시 시위대 제3대대에서 복무하던 중이었고 품계는 6품이었다. 1907년 7월에 대한제국 고종이 강제로 퇴위되고 곧이어 8월 1일에 군대가 해산되면서 군부로 이동하였다.
이후 일본 육군으로 소속을 옮겨 조선군사령부에서 복무하며 보병 중위까지 올랐다. 조선군사령부에는 일본육군사관학교 등 일본 유학을 다녀온 장교들이 많았으나, 이병건은 순수한 대한제국 육군 장교 출신이었다.
2008년 민족문제연구소가 발표한 친일인명사전 수록예정자 명단 중 군 부문에 선정되었다.

## 참고 자료
- 이병건(李秉建) - 국사편찬위원회